# Stenolophus idoneus
Stenolophus idoneus är en skalbaggsart som beskrevs av Thomas Casey. Stenolophus idoneus ingår i släktet Stenolophus och familjen jordlöpare. Inga underarter finns listade i Catalogue of Life.